# DOS'46
El Door Oefening Sterk 1946, més conegut com a DOS'46, és un club de corfbol de Nijeveen (Països Baixos) fundat el 22 de maig de 1946. Disputa els seus partits com a local a l'aire lliure al complex Sportpark Tussenboerslanden, i en pista coberta al Sporthal De Eendracht.

## Palmarès
- 4 Copes d'Europa: 1 a l'aire lliure (1982) i 3 en pista coberta: (2007, 2008 i 2010[2][3])
- 2 Campionats dels Països Baixos a l'aire lliure: (1982 i 2007)
- 4 Campionats dels Països Baixos en pista coberta: (1982, 2006, 2007[4] i 2009[5])